# Cornucopina infundibulata
Cornucopina infundibulata är en mossdjursart som först beskrevs av Busk 1884.  Cornucopina infundibulata ingår i släktet Cornucopina och familjen Bugulidae. Inga underarter finns listade i Catalogue of Life.